# لويس أنخيل موراليس
لويس أنخيل موراليس (بالإسبانية: Luis Angel Morales) (20 أبريل 1999 بماراكايبو في فنزويلا - ) هو لاعب كرة قدم فنزويلي في مركز حراسة المرمى. لعب مع أتلتيكو ماراكايبو ‏ وZulia F.C. ‏.

## وصلات خارجية
- لويس أنخيل موراليس على موقع قاعدة بيانات كرة القدم.إي يو (الإنجليزية)
- لويس أنخيل موراليس على موقع Soccerway.com (الإنجليزية)
- لويس أنخيل موراليس على موقع AS.com (الإسبانية)